# Orange (film)
Orange (オ レ ン ジ Orenji) è un film del 2015 diretto da Kōjirō Hashimoto, Hiroyuki Igoshi.
Film per ragazzi drammatico fantasy giapponese basato sull'omonima serie manga Orange di Ichigo Takano.
È uscito nelle sale il 12 dicembre 2015.

## Trama
Nel 2015 Naho, una ragazza di 16 anni che sta per iniziare il secondo anno di scuola superiore a Matsumoto, riceve una lettera mentre si reca a scuola; questa proviene dalla stessa Naho, ma da dieci anni avanti nel futuro. La se’ stessa del futuro (grazie al viaggio nel tempo della lettera) le chiede - a lei più giovane - di impedire che il suo "più grande rimpianto" si verifichi.
Sebbene inizialmente scettica, Naho alla fine inizia a leggere il contenuto della lettera, che predice alcuni degli eventi che accadranno nel suo tempo: il primo è l'iscrizione di Kakeru, uno studente trasferitosi da Tokyo, alla sua stessa classe. Egli diventa ben presto amico di Naho e dei suoi amici: Hiroto, Takako, Saku e Azusa.
Attraverso la lettera, Naho scopre che qualcosa di brutto accadrà a Kakeru; decide quindi di seguire i consigli della se stessa del futuro riguardo agli eventi descritti, nella speranza di evitarlo: lo incoraggia ad unirsi alla squadra di calcio; si oppone alla ricerca di una relazione con la prima della classe Rio, e così via.
Naho insiste che i due guardino insieme i fuochi d'artificio della scuola. Allo stesso tempo, nel 2025, l'ormai ventiseienne Naho, che ora è sposata e ha un figlio con Hiroto, visita l'ex casa di Kakeru insieme ai suoi amici, dove viene rivelato che stanno partecipando ad una commemorazione per la morte di Kakeru. Ciò che li sorprende, tuttavia, è la rivelazione fornita dalla lettera d’addio che Kakeru aveva scritto alla nonna prima della sua morte: Kakeru non è morto a causa di un incidente, ma di suicidio.
Nel 2015 Naho e Kakeru visitano un santuario durante il Bon Festival dove, attraverso l'insistenza di Naho, Kakeru rivela in lacrime sul suicidio di sua madre il giorno della cerimonia di ingresso alla scuola. Si incolpa per l’accaduto, avendo preferito uscire dopo scuola con i suoi nuovi amici invece che accompagnare sua madre in ospedale, come aveva promesso a lei.
Diversi giorni dopo, Hiroto si reca a casa di Naho e, in questo momento, le rivela di aver ricevuto anche lui una lettera dal lui stesso del 2025, che gli consiglia cosa fare, come la Naho del futuro, affinché si eviti la morte del loro amico. Per raggiungere questo obiettivo, si alleano per annullare il “rimpianto” successivo: non aver festeggiato il compleanno di Kakeru. Quest’ultimo chiede a Hiroto come regalo di compleanno un mazzo di fiori, che verrà regalato a sua volta a Naho. In quest’occasione dichiarerà i suoi sentimenti alla ragazza.
Successivamente tutti e cinque si iscrivono assieme a Kakeru per la prossima staffetta, dove funge da "anchor": prima della gara un tenebroso Kakeru rivela la verità su sua madre ai cinque. Con il loro supporto riacquista il suo spirito combattivo riuscendo in tal modo a vincere la gara. In seguito come "ricompensa" per il suo successo Kakeru bacia Naho sulla guancia.
A Capodanno, Kakeru e Naho litigano: la ragazza non comprende a pieno la sofferenza di lui. Kakeru diventa molto distante e freddo nei confronti di Naho, e cerca di evitare ogni contatto con lei, ignorandola. Ma Naho non si perde d’animo.
14 febbraio, San Valentino: Naho riesce a confessargli chiaramente i suoi sentimenti e consegnargli i cioccolatini (cosa che non ha fatto la lei del futuro per mancanza di coraggio). Il rapporto tra i due ritorna come prima, se non migliore: ora stanno ufficialmente insieme.
Il giorno seguente è il fatidico giorno: nelle lettere c’è scritto che Kakeru morirà il 15 febbraio. La sera, a casa il ragazzo trova un video pre-registrato di sua madre e scopre che si è suicidata perché non voleva opprimerlo ulteriormente e che desiderava lui trovasse la felicità altrove.
Intanto i suoi amici, preoccupati che, nonostante il miglioramento del passato, decidesse di suicidarsi come nell’universo parallelo, si recano nell’incrocio dove dovrebbe avvenire l’incidente. Kakeru non arriva nell’orario previsto, quindi i cinque amici, dopo aver saputo da sua nonna che era uscito, lo cercano freneticamente per le strade di Minamoto; alla fine lo trovano quasi investito da un camion. Confessa di aver voluto morire, ma che il ricordo dei bei momenti passati con loro era più forte, e afferma infine di non voler morire (ancora).
Nonostante fossero consapevoli che, cambiando il passato, nella loro realtà Kakeru non potrà “resuscitare”, nel futuro i cinque amici -ormai adulti- decidono comunque di inviare le lettere, perché vogliono creare una nuova dimensione parallela in cui Kakeru possa continuare a vivere felice.